# Avenue William-Booth
L’avenue William-Booth est une voie marseillaise située dans les 11e et 12e arrondissements de Marseille. 

## Situation et accès
Cette large avenue démarre dans le quartier de la Pomme, au niveau de la pente du boulevard Berthier, elle longe de nombreuses résidences privées avant de se terminer au carrefour avec la traverse des Butris et l’avenue Louis-Malosse qui a été réaménagé en 2019 pour devenir un rond-point. 
La ligne de tramway   ouverte en 2007 l’emprunte du boulevard Berthier au rond-point avec l’avenue Raoul-Follereau et le boulevard Bouyala-d'Arnaud, où se situe le terminus Les Caillols ainsi que la gare d’échange éponyme.

## Origine du nom
La rue doit son nom à William Booth (1829-1912), pasteur britannique et fondateur de l’Armée du salut. 

## Historique
La voie prend sa dénomination actuelle après délibération du Conseil municipal du 14 mars 1980.

## Bâtiments remarquables et lieux de mémoire
- Au numéro 81 se trouve le centre urbain des Caillols, abritant de nombreux commerces dont un hypermarché Casino.